# Lago di lava

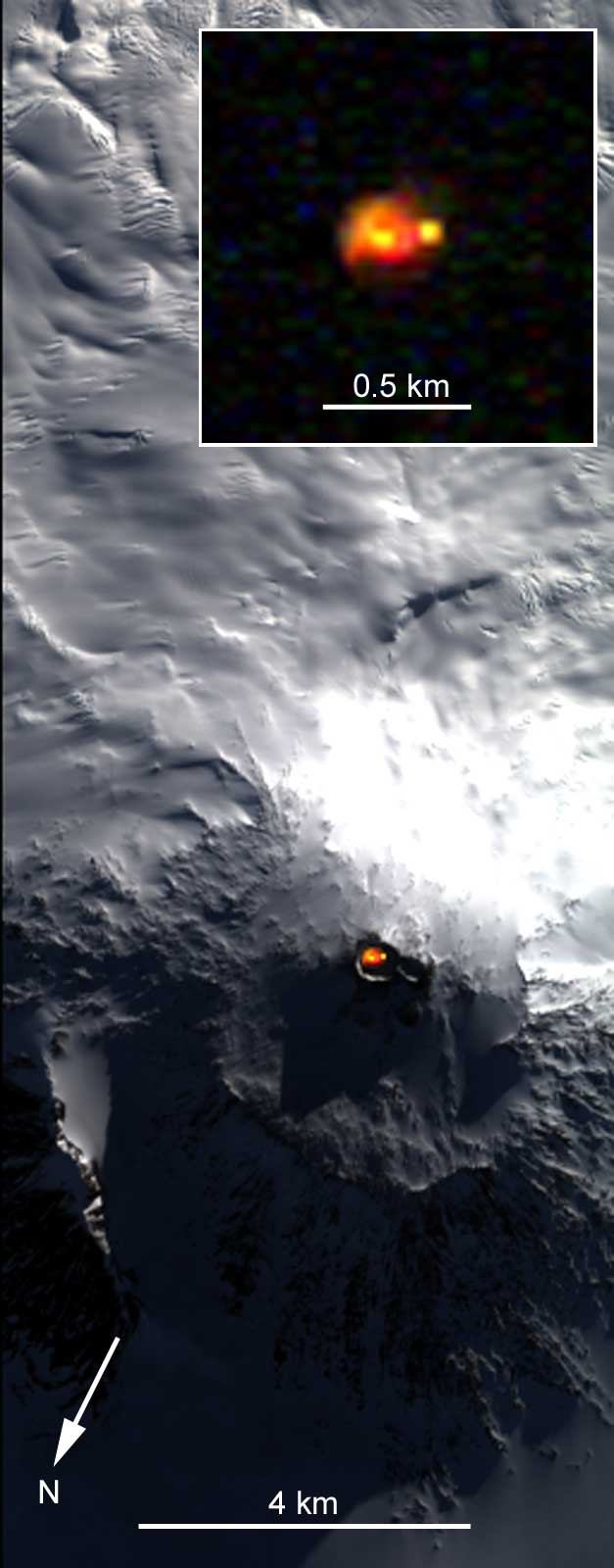
Immagine satellitare che mostra il lago di lava del Monte Erebus in Antartide

Un lago di lava è un volume di lava fusa, solitamente basaltica, contenuto in un cratere, una bocca vulcanica o in una depressione del suolo. Il termine viene utilizzato sia per descrivere sia i laghi di lava completamente o parzialmente fusi, che quelli solidificati.

## Formazione
I laghi di lava possono formarsi quando da una o più bocche vulcaniche eruttano abbastanza lava da riempire totalmente o parzialmente un cratere o un'ampia depressione; ciò può anche avvenire quando si accresce la sommità di una nuova bocca che erutta lava ininterrottamente per un periodo di diverse settimane.
I laghi di lava sono presenti in vari sistemi vulcanici, dal lago basaltico Erta Ale in Etiopia al vulcano basaltico andesite di Villarrica, in Cile, fino allo straordinario lago di lava fonolitica del monte Erebus, in Antartide. I laghi di lava presentano una serie di comportamenti dovuto alla maniera che ha la lava di fluire. Un lago di lava "in costante circolazione, apparentemente in uno stato stazionario" è stato osservato durante l'eruzione del Mauna Ulu del Kilauea, nelle isole Hawaii, tra il 1969 e il 1971. Al contrario, un lago di lava formatosi nel 1983-1984 durante l'eruzione del Puʻu ʻŌʻō sul margine esterno del rift di Kilauea ha mostrato un comportamento ciclico con un periodo di 5-20 minuti: del gas "perforava la superficie" del lago e la lava si riversava rapidamente lungo il condotto prima dell'inizio di una nuova fase di attività. Questo comportamento è dovuto agli effetti combinati della pressione all'interno della camera magmatica, dell'essoluzione e della decompressione delle bolle di gas all'interno del condotto e, potenzialmente, dell'essoluzione delle bolle all'interno della camera magmatica. A tutto questo si sovrappone l'effetto delle bolle di gas che risalgono attraverso il liquido denso e la coalescenza delle bolle all'interno del condotto. Le interazioni di questi effetti possono creare un lago in stato stazionario, oppure un lago di lava il cui livello periodicamente sale e poi scende.
Il lago di lava del Nyiragongo è considerato il più grande e voluminoso lago di lava della storia recente, raggiungendo i 700 metri di diametroe i 400 di profondità nel 1982, anche se si ritiene che il vulcano Masaya abbia ospitato un lago di lava ancora più grande nel periodo della colonizzazione spagnola delle Americhe, avendo un diametro di 1 000 metri nel 1670. Il lago di lava a Masaya è tornato a formarsi nel gennaio 2016.

## Galleria d'immagini

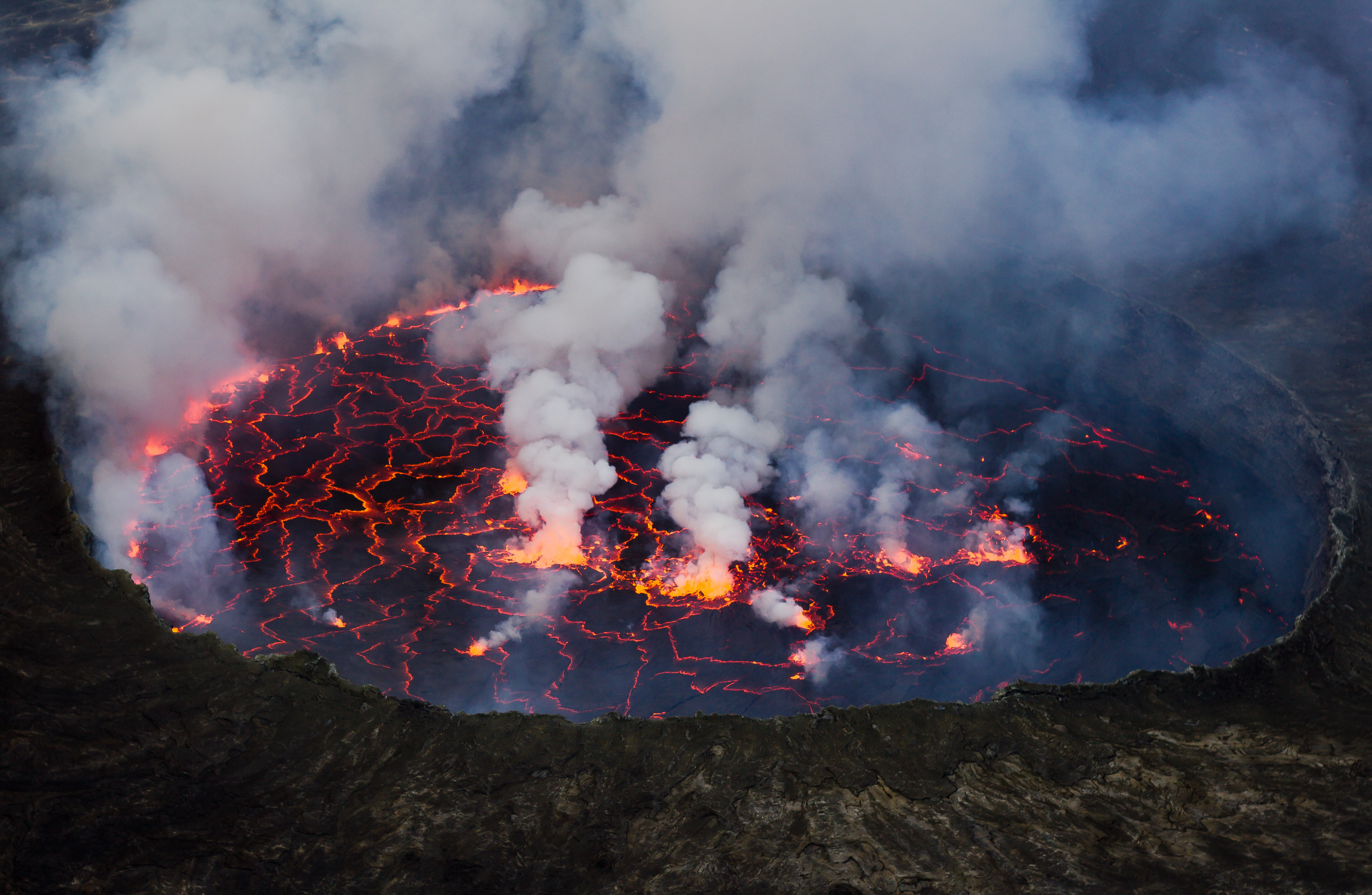
Lago di lava allo stato fuso nel vulcano Nyiragongo (Repubblica Democratica del Congo)
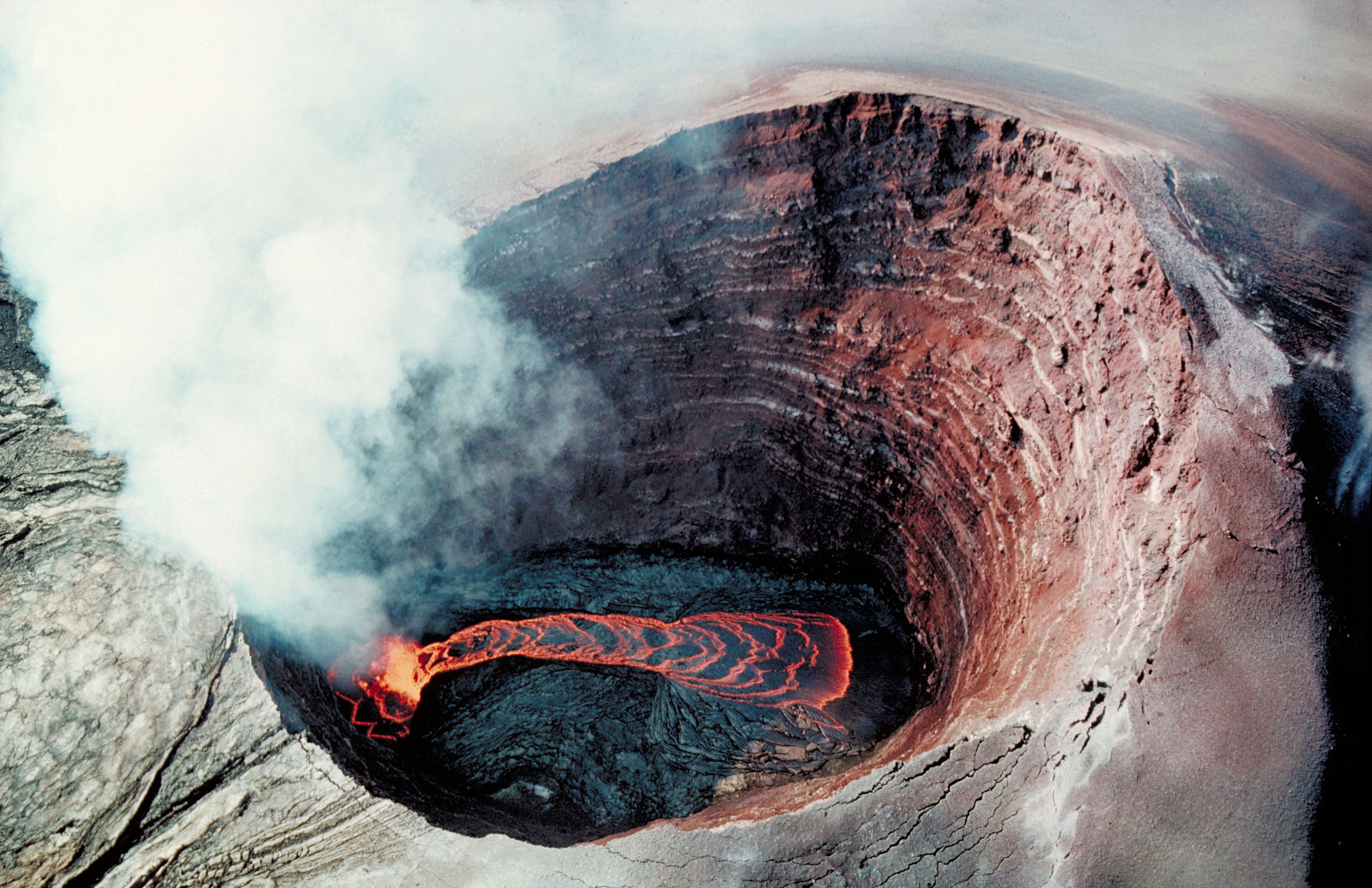
Veduta aerea di un lago di lava nel cratere Puʻu ʻŌʻō (Hawaii). Il cratere misura circa 250 m di diametro
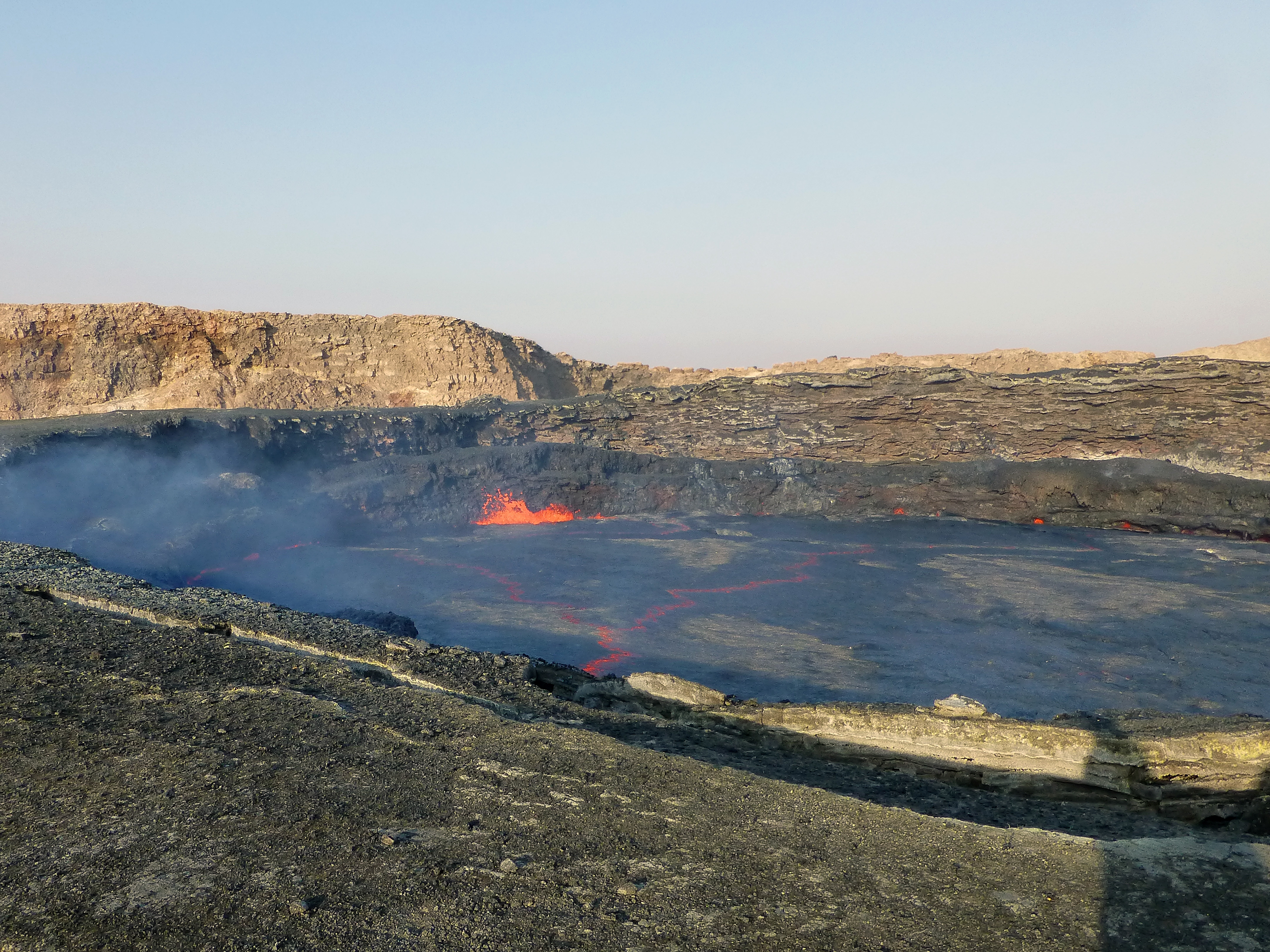
Lago di lava convettivo nel Erta Ale (Etiopia)
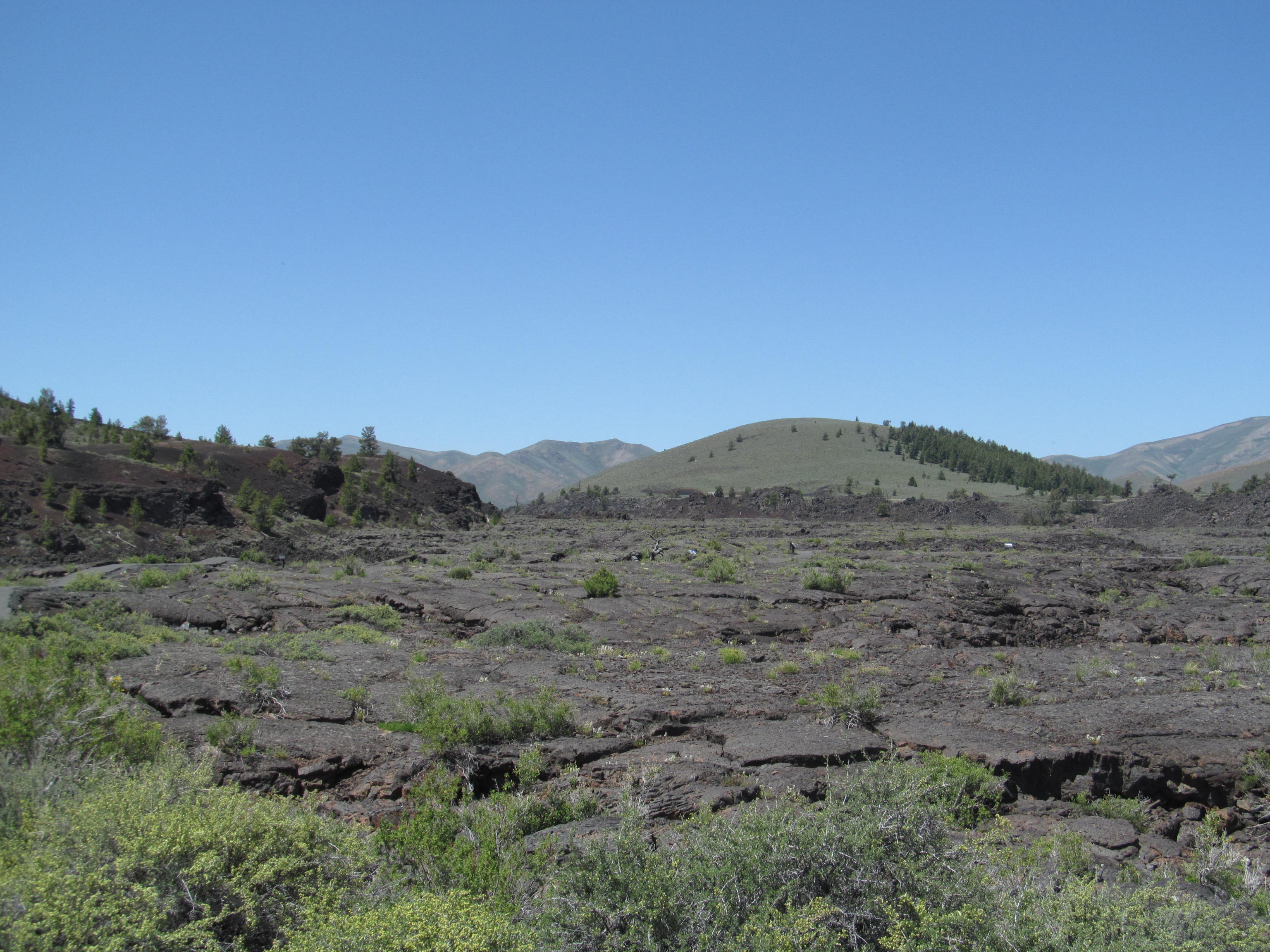
Craters of the Moon, lago di lava solidificato nell'Idaho